# Ukrajinská národní opera Tarase Ševčenka
Ukrajinská národní opera Tarase Ševčenka (Національна опера України імені Тараса Шевченка), plným oficiálním jménem Národní akademické divadlo opery a baletu T. H. Ševčenka (Національний академічний театр опери та балету імені Т. Г. Шевченка) je divadlo věnované opeře a baletu v ukrajinském hlavním městě Kyjevě. Bylo založeno roku 1926 reorganizací souboru ruské opery a baletu působícího v Kyjevě od roku 1867, od roku 1992 nese nynější název. Operní představení se hrají v původních jazycích děl, zejména ruštině, ukrajinštině, italštině a francouzštině. Je jedním z devíti ukrajinských divadel (z toho čtyř operních a baletních), kterým byl přiznán statut „národního divadla“.
Nynější novorenesanční budova byla postavena v letech 1897–1901 na místě původní, která vyhořela. V budově divadla byl roku 1911 zavražděn ruský ministerský předseda Pjotr Stolypin.

## Historie

### Opera v Kyjevě do roku 1867

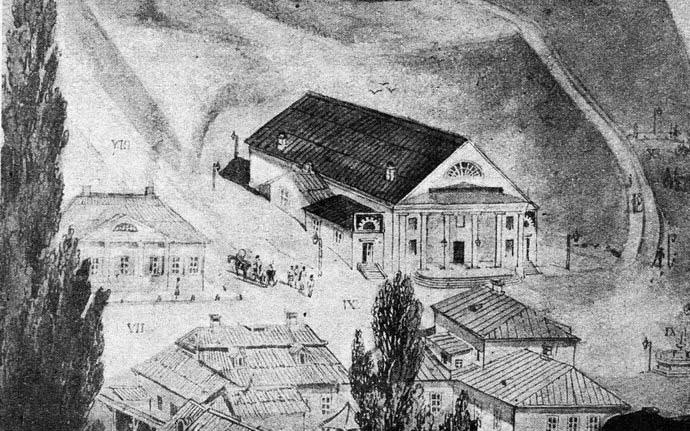
Melenského divadlo krátce před zánikem. Kresba Mykoly Vasyjlovyče Zakrevského (1805–1871)

Vedle lidových hudebních her se Kyjev s hudebním divadlem seznámil nejprve ve zpívaných školních dramatech, které v 17. a 18. století pěstovali studenti Kyjevsko-mohyljanské akademie. K roku 1803 je zaznamenáno první operní představení v Kyjevě, odehrané kočovnou společností, a bezprostředně poté, v letech 1804–1806, vznikla první dřevěná budova Městského divadla, postavená stavitelem Andrejem Melenským, a to na ulici Kreščatik (které se následně podle toho říkalo též „Teatralna vulicja“ (Divadelní ulice). Divadlo mohlo pojmout 470 diváků a střídající se divadelní společnosti v něm hrály všechny žánry od činohry po operu. Tu přivážely italské společnosti, které tak místní obecenstvo seznámily především s díly tehdejší belcantové opery – například W. A. Mozarta, Luigiho Cherubiniho], Gioacchina Rossiniho, Vincenza Belliniho, Gaetana Donizettiho, později též Giacoma Meyerbeera, Fromentala Halévyho a Giuseppe Verdiho. V těchto společnostech sem zavítali i známí zpěváci a zpěvačky, například Adelina Pattiová, Christina Nilsson nebo Ernesto Nicolini.
Toto divadlo bylo pro zchátralost roku 1851 sneseno a na jeho místě byl postaven hostinec „Jevropejskaja“ (dnes zde stojí Ukrajinský dům). Nová, již zděná budova Městského divadla byla postavena na místě dnešní Ukrajinské národní opery roku 1856 podle plánů architekta Ivana Vasiljeviče Štroma (1823–1887), který v té době působil v Kyjevě. Prostornější budova v klasicistním stylu měla 850 míst. Pro rozvoj opery bylo důležité založení pobočky Ruského hudebního sdružení v Kyjevě v roce 1863 a vystupování italské operní společnosti vedené podnikatelem Ferdinandem (Georgijevičem) Bergerem po dobu tří sezón 1863–1866. S podporou Ruského hudebního sdružení založil Berger pro následující sezónu v Kyjevě stálou ruskou operní společnost – první v Rusku po carských divadlech v Petrohradě a Moskvě; jeho hudebníci se rekrutovali z velké části ze zrušeného nevolnického orchestru hraběte Pavla Petroviče Lopuchina (1788–1873), zatímco 12 zpěváků-sólistů přivezl Ferdinand Berger z Petrohradu.

### 1867–1901

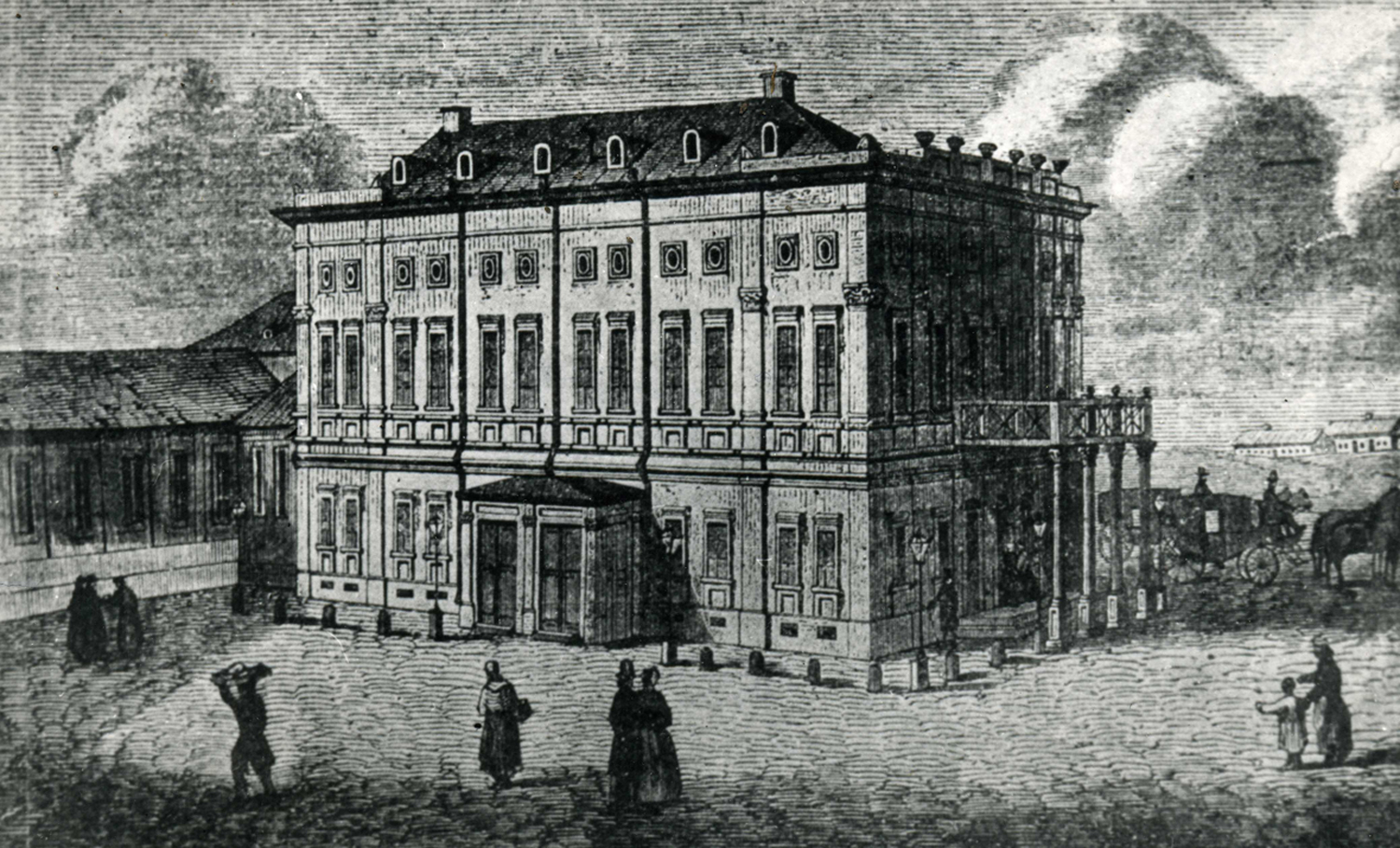
Nové Městské (Štromovo) divadlo v roce 1856

Stálý ruský operní soubor začal své působení v Kyjevě 27. října (podle gregoriánského kalendáře 8. listopadu) 1867 premiérou Askoldovy mohyly Alexeje Nikolajeviče Verstovského, po níž ještě v téže sezóně následovaly opery Život za cara Michaila Ivanoviče Glinky a Rusalka Alexandra Sergejeviče Dargomyžského; národním repertoárem se tak nová instituce vymezovala proti dosavadním italským společnostem. Soudobé zprávy dosvědčují živý zájem, který operní divadlo mezi kyjevskými měšťany vzbuzovalo.

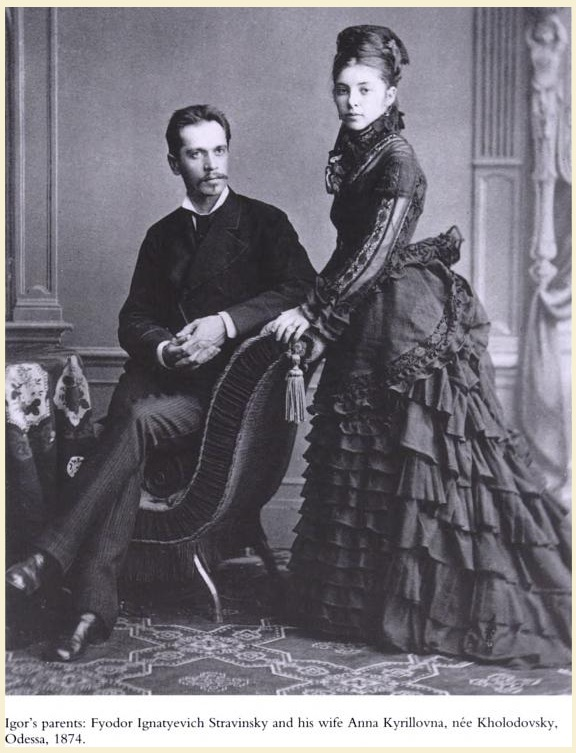
Fjodor Stravinskij s manželkou v roce 1874

Prvními dirigenty kyjevské opery byli Vasyl Mychajlovyč Velinskyj (1842–1874), který po několika letech přešel do Mariinského divadla v Petrohradě, a Ippolit Karlovič Altani (1846–1919) který v Kyjevě působil v letech 1867–1882 a poté se stal dlouholetým šéfdirigentem Velkého divadla v Moskvě. Po nich zde v 80. a 90. letech 19. století působili zejména dirigenti Josef Přibík (Josip Vjačeslavovič Prybik, 1853–1937), a Jan Palice (Ivan Palicyn) oba čeští přistěhovalci. Mezi první významné zpěváky, kteří v Kyjevě působili, patřili Alexandra Alexandrovna Santagano-Gorčakova, Alexandr Michajlovič Dodonov, Fjodor Ignatěvič Stravinskij, Dmitrij Andrejevič Usatov, Alexandr Andrejevič Ljarov, Marija Ivanovna Iljina nebo Čech Antonín Barcal (Anton Ivanovič Barcal, 1847–1927). Ti všichni pokračovali ve svých kariérách ve větších divadlech, především Velkém a Mariinském, naopak v Kyjevě vystupovali známí pěvci velkých divadel. V několika sezónách zde působil Michail Jefimovič Medveděv (vl. jm. Meer Chaimovič Bernštejn, 1852–1925), který se proslavil zejména v rolích Čajkovského oper (Lenskij, Herman), a také Joakim Viktorovič Tartakov (1860–1923). Roku 1897 zde poprvé hostoval Fjodor Ivanovič Šaljapin, který zde zpíval Ivana Susanina ze Zivota za cara, Mefistofela ve stejnojmenné opeře Arriga Boita a Mlynáře z Dargomyžského Rusalky, při pozdějších hostováních (1901, 1902, 1909, 1915) přidal další role z Knížete Igora, Borise Godunova, Mozarta a Salieriho, Fausta a Massenetova Dona Quichotta.
Ferdinand Berger měl smlouvu s městem na sedm let a od roku 1868 se svou společností zajížděl mj. do Charkova (po svém odchodu z Kyjeva roku 1874 založil tamější operní divadlo, ale již následujícího roku zemřel). V Kyjevě uváděl další ruské opery (M. I. Glinka: Ruslan a Ludmila, A. N. Serov: Judita, Rogneda, Ďáblova síla, A. G. Rubinštejn: Démon), jakož i díla soudobého západoevropského repertoáru (C. M. von Weber: Čarostřelec, Richard Wagner: Tannhäuser, G. Rossini: Lazebník sevillský, G. Donizetti: Lucie z Lammermooru a Favoritka, W. A. Mozart: Figarova svatba, G. Verdi: La traviata. na téma Ukrajincům blízké byla opera Mazepa ruského skladatele Borise Alexandroviče barona Fitingofa-Šela (1829-1901), uvedená roku 1879. První operou, která měla v Bergerově divadle roku 1878 původní premiéru, byla opera Ilja Muromec ruského skladatele Leonida Dmitrijeviče Malaškina (1842–1902); nevzbudila však zájem a byla po jediném představení stažena.

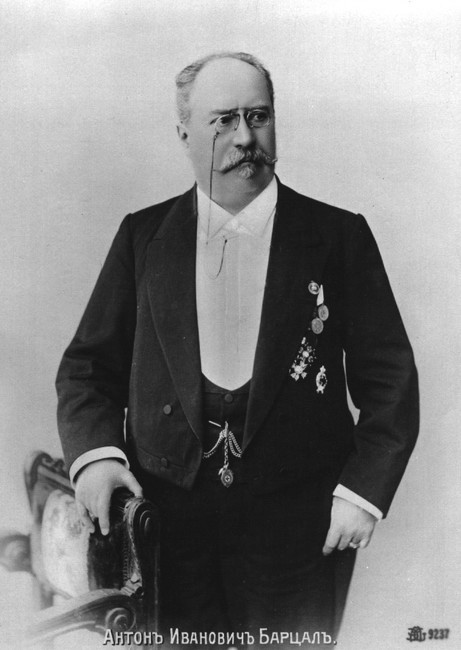
Antonín Barcal

Do dějin ukrajinské opery se zapsal 25. leden roku 1874, kdy bylo v kyjevském Městském divadle poprvé na velké scéně provedeno dílo zakladatele ukrajinské národní hudby, Mykoly Lysenka, ato jeho opereta Vánoční noc. Neprovedl ji však Bergerův soubor, scénu si pro tento účel pronajal amatérský spolek vedený Lysenkem a Mychajlem Staryckým. Dílo mělo úspěch a bylo několikrát opakováno, dokud nemuselo jeviště opět vyklidit.

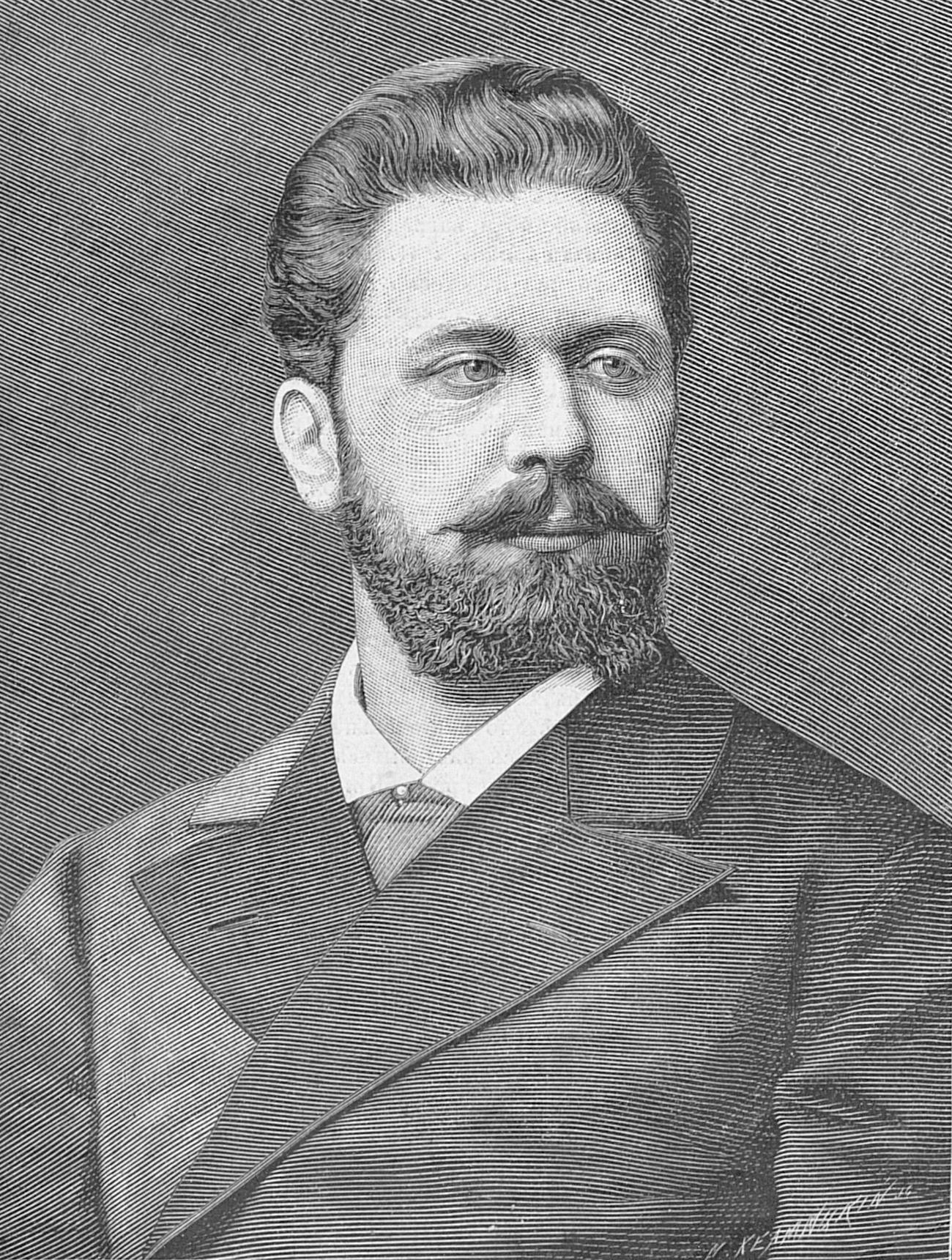
Zpěvák a divadelní organizátor I. P. Prjanišnikov, který vedl kyjevské operní divadlo v letech 1890–1892

Od sezóny 1874/1875 převzal podnikání v kyjevské opeře Josif Jakovlevič Setov (vl. jm. Sethofer, 1835–1894). Jedním z prvních děl, jímž obohatil repertoár, byla opera Opričnik Petra Iljiče Čajkovského. Skladatel se podílel na přípravě a účastnil premiéry 9. prosince 1874; přitom kyjevské divadlo velmi chválil, kladl je co do hudby i výpravy na roveň petrohradskému a nad divadlo moskevské. Mezi nejpopulárnější novinky Setovovy éry patřily Moniuszkova Halka (1874), Verdiho Aida (1877) a Trubadúr, Donizettiho Linda di Chamounix, Meyerbeerovi Hugenoti, Gounodův Faust. Pod tíhou finančních těžkostí se však Setov od počátku 80. let čím dál více věnoval operetě na úkor opery.
V letech 1884-1889 divadlo řídil Nikolaj Nikolajovič Savin. Jeho éra je přes působení řady dobrých zpěváků a hudebníků a některé významné premiéry (1884 Čajkovského Evžen Oněgin, 1885 Májová noc N. A. Rimského-Korsakova, Bizetova Carmen a Rubinštejnovi Makabejští). Po režijní a výtvarné stránce však opera trpěla a přicházela o diváky.
Po konci Savinovy smlouvy se provozovatelé divadla střídali: sezóny 1889/1890 až 1891/1892 divadlo spravodalo Ruské umělecké sdružení pod vedením Ipolita Petroviče Prjanišnikova, v sezóně 1892/1893 opět J. Ja. Setov. Přes tuto nestabilitu se divadlo rozvíjelo (počet členů orchestru stoupl na 50) a uvádělo značné množství významných novinek. 19. (31.) prosince 1890 měla premiéru Čajkovského Pikovou dámu, pouhých 12 dnů po světové premiéře v Petrohradě. Za účasti skladatele ji pod taktovkou J. Přibíka zpívali mj. Medveděv jako Herman, Tartakov jako Jeleckij a Alexandra Nikolajevna Maculevič-Solovjeva jako Líza, skladatel byl výkony opět nadšen. Byla zde poprvé uvedena také Chovanština M. P. Musorgského (1892), Aleko Sergeje Rachmaninova (1893, za přítomnosti skladatele) a Sněguročka N. A. Rimského-Korsakova (1895, za přítomnosti skladatele), velké oblibě se těšily opery Wagnera (Tannhäuser, Lohengrin, Bludný Holanďan) a Verdiho.
V sezóně 1893/1894 se rovněž poprvé představil v samostatných krátkých představeních baletní soubor, který byl dosud jen nepočetný a pomocný k opeře. Polský choreograf Stanisław Lenczewski sestavil na lidové melodie například představení Maloruský balet.
4. září roku 1896, po jedné z repríz Evžena Oněgina, vypukl v maskérně divadla požár. Rozšířil se do celé budovy a ta zcela vyhořela. K obětem na životech nedošlo, byly však zničeny všechny kostýmy a kulisy, jakož i rozsáhlá knihovna hudebnin. Po dobu, kdy se stavělo nové městské divadlo, byl kyjevský soubor rozpuštěn a potřeby operymilovného městského obecenstva uspokojovala hostování cizích souborů: například již v roce 1896 to bylo italské divadlo z Oděsy, v letech 1896–1897 operní společnost z Petrohradu (s ní přijel poprvé Šaljapin), v roce 1898 charkovské městské divadlo pod vedením Váši Suka, které Kyjevanům mj. poprvé představilo Sadka Rimského-Korsakova. Roku 1900 zde hostovalo divadlo „Moskevské privátní školy“ (bývalé Mamontovo) a jako první ve městě uvedlo Carskou nevěstu Rimského-Korsakova a Borise Godunova Musorgského. Konečně roku 1901, ještě před otevřením nové budovy, hostovala ve městě operní společnost M. Valentynova, s níž se zde poprvé představil významný dirigent Lev Petrovyč Štejnberg (1870–1945), jež trvalé působení v kyjevské opeře v letech 1911–1914 a 1917–1924 mělo zakladatelský význam. Představení se v tomto mezidobí konala v obou tehdejších činoherních divadlech Kyjeva, divadlech Bergognově a Solovcově, jakož i v budově Krutikovova cirkusu.

### 1901–1917
Nová budova divadla, vystavěná nákladem města, byla dokončena k zahájení sezóny 1901/1902. Provozování divadla zadávalo město podnikatelům, jimiž byli postupně Mychajlo Matvijovyč Borodaj (1901–1907), Stepan Vasyljovyč Brykin (1907–1912) a Michail Fjodorovič Bagrov (1912–1919). Působili však pod aktivním dohledem městské divadelní komise, která ovlivňovala výběr repertoáru, obsazení, výpravu a především finanční správu divadla.
Provoz v nové budově zahájila 16. září 1901 nová inscenace Glinkova Života za cara. Dirigoval Jan Palice, později zde dirigovali zejména Arij Mojsejevič Pazovskij (1887–1953) a Lev Štejnberg, významnými operními režiséry této éry byli Oleksandr Ivanovyč Uluchanov a Nikolaj Nikolajevič Bogoljubov, scénu měl na starosti nejčastěji S. Eschenbach.
Početný soubor divadla obsahoval řadu dobrých zpěvků – vynikajícím Borisem Godunovem byl například Platon Cesevyč. Roku 1913 přišel Mychajlo Donec, opora souboru v dalších desetiletích. Mezi slavnými hosty kyjevské operní scény byli vedle Šaljapina také Titta Ruffo, Mattia Battistini, Maria Galvany, Adamo Didur, Leonid Sobinov nebo ukrajinští rodáci Oleksandr Myšuga a Antonina Neždanova. V čele baletu sáli choreografové Oleksandr Volodymyrovyč Kočetovskyj a Bronislava Fominična Nižinskaja (sestra Vaclava Nižinského).
Repertoár divadla před 1. světovou válkou byl široký, ale jako dříve orientovaný především na repertoár petrohradský a moskevský. Jádro tvořily ruské opery 19. století: ještě v první sezóně 1901/02 se hrály vedle Života za cara i Ruslan a Ludmila, Musorgského Boris Godunov, Rimského-Korsakova Mozart a Salieri, Dargomyžského Rusalka, později přibyly například Rimského-Korsakova Pohádka o caru Saltanovi (1908), Sadko (1909) a Zatý kohoutek (1910), Kjujův Kavkazský zajatec (1907) nebo Čajkovského Evžen Oněgin (1915). Mezinárodní repertoár zahrnoval mj. Delibesovu Lakmé, Gounodova Fausta, Massenetovu Thaïs, Thomasova Hamleta, Bizetovu Carmen (1915), Meyerbeerova Proroka (1913), Verdiho Traviatu, Rigoletta, Ernaniho, Maškarní ples, Donizettiho Marii de Rohan, Moniuszkovu Halku, Mozartova Dona Giovanniho, Wagnerova Siegfrieda (1911), Lohengrina (1913) a Valkýru (1909), d'Albertovu Nížinu (1910). V sezóně 1902/1903 nastudovalo divadlos úspěchem Smetanovu Prodanou nevěstu za pomoci Fr. A. Šuberta, bývalého ředitele Národního divadla; byla to první inscenace v Rusku po neúspěšné premiéře v Petrohradě roku 1871.
Na repertoáru se objevovaly světové premiéry místních nebo ruských autorů: Sen Wilhelma Hartevelda (1902), Anna Karenina Edoarda Granelliho (1906), Lukrécie Hermana Leopoldovyče Lovckého (1910) nebo Černý turban Eugenia Esposita (1912). Z nich nejzajímavější byly dvě krátké opery mladého skladatele a vyznavače soudobých evropských moderních proudů Boryse Karlovyče Janovského Dva Pierrotové a Madadžara (1907). Přes ruskojazyčnost kyjevského divadla udržovalo mnoho jeho činovníků dobré vztahy se zakladatelskou osobností ukrajinské hudby Mykolou Lysenkem. Roku 1903 byla nastudována v ruském překladu jeho Vánoční noc, roku 1909 se uvažovalo o uvedení jeho velké opery Tarase Bulby, ale z politických i finančjních důvodů z toho sešlo. Namísto toho divadlo uvedlo po Lysenkově smrti jeho jednoaktovou operu Nokturno (1914) v instrumentaci orchestrátora divadla Fedira Ivanovyče (Bohumila) Vojáčka. Nokturno dosáhlo alespoň sedmi repríz, naproti tomu lyricko-komická opera na ševčenkovské téma Pan setník Heorhije Kozačenka (1916) prošla jevištěm bez zájmu.
Konkurencí opernímu divadlu v době před 1. světovou válkou byla kočovná operetní divadla, zejména pak od roku 1907 stálé ukrajinské divadlo Mykoly Sadovského, které mělo v repertoáru zpěvohry a snadnější komické opery a navíc v sólistickém ansámblu řadu významných interpretů. Těsně před válkou však začala operní produkce Sadovského divadla narážet na problémy a upadat, od roku 1915 byla zpěvoherní představení zcela zastavena. Nejlepší zpěváci posílili právě soubor Městského divadla: například Maria Lytvynenko-Wohlgemut, Mychajlo Mykyš a Olena Petljaš, kteří se stali hvězdami ukrajinské opery meziválečného období.
I na činnosti Městského dvadla se však válečná nouze podepsala, zejména na výpravě i na repertoáru, který od začátku války v podstatě nepodléhal obnově a spoléhal na nejosvědčenější kusy, jak si stěžovala i dobová kritika.

### 1917–1926
Světová válka a následná revoluce, při níž byl Kyjev několikrát dobyt různými vojsky a spravován různými vládami, byla pro městské operní divadlo nesmírně obtížná po stránce finanční, personální i organizační. Nová situace přinesla rovněž dvě obecnější otázky, se kterými se divadlo po dlouhou dobu vypořádávalo: jednak úloha a podoba opery jako uměleckého žánru ve zcela nových společenských podmínkách, jednak složitý vztah mezi ruskou a ukrajinskou kulturou v Kyjevě a na Ukrajině jako celku. Od léta 1917 ovládala civilní život na Ukrajině fakticky Centrální rada Ukrajiny, která 7. listopadu 1917 vyhlásila Ukrajinskou lidovou republiku. Bolševici zatím vyhlásili v Charkově 25. listopadu 1917 Ukrajinskou sovětskou socialistickou republiku. Bolševická strana si byla významu divadel vědoma a již dva dny po Říjnové revoluci – 9. listopadu 1917 – podřídila všechna divadla správě zvláštní komise Rady lidových komisařů. Avšak první doba bolševické vlády v Kyjevě (leden–duben 1918) zásadní změny v řízení divadla ještě nepřinesla.
V následující době hejtmanátu (Ukrajinský stát) pracovala vláda Pavla Sokorpadského na poukrajinštění kyjevského operního divadla a zadala několika známým literátům (Ljudmyla Starycka-Černjachivska, Oleksandr Oles, Spyrydon Čerkasenko) úkol přeložit libreta nejznámějších světových oper do ukrajinštiny. Divadlo bylo přes léto převzato do státní správy pod názvem „Národní opera – Ukrajinské státní divadlo dramatu a opery“. Myšlenka na to, že již sezóna 1918/1919 bude plně ukrajinská, však vzala za své, když divadlo ochromila dlouhotrvající stávka orchestru a sboru za zlepšení pracovních podmínek. Sezóna byla otevřena Evženem Oněginem s vojenským orchestrem německé okupační armády v orchestřišti; umělecký výsledek byl zničující; navíc byl propuštěn dirigent Štejnberg. V ukrajinštině byly nakonec hrány jen Čajkovského Střevíčky.
V lednu 1919 Kyjev znovu ovládli komunisté a tentokrát důsledněji uplatnili svou politiku. K 15. březnu 1919 bylo divadlo znárodněno a dostalo název Státní operní divadlo USSR Karla Liebknechta. Pod dohledem ředitele Správy kyjevských divadel je vedl nadále dosavadní podnikatel M. F. Bagrov, ve vedení však byli i jiní lidé včetně slavného zpěváka Leonida Sobinova, který mimo jiné oprganizoval představení divadla v kyjevských továrnách. Vedle nadále ruskojazyčné státní opery bylo v květnu 1919 založeno Státní ukrajinské hudební divadlo v čele s významným režisérem Lesem Kurbasem, které působilo v budově bývalého divadla Apollo v Meringivské ulici (nyní vulyca Zaňkoveckoji), sestavilo vynikající soubor a zahájilo činnost 28. července 1919 Lysenkovou Utonulou, ale zaniklo po obsazení Kyjeva Děnikinem v srpnu 1919.
V době prvních pěti let od definitivního návratu bolševiků v červenci 1920 působilo kyjevské operní divadlo v klidnějším, avšak nejistém stavu, neboť v probíhající diskusi o úloze a podobě opery v proletářském státě zaznívaly i názory o nutnosti její likvidace jakožto buržoazního přežitku. Drželo se proto vesměs osvědčeného repertoáru bez konkrétní dramaturgické linie, který byl navíc určován především hostujícími umělci z Leningradu a Moskvy. Nedostávalo se peněz na obnovu kostýmů a výpravy, i nová výprava byla většinou tradiční a nevýrazná, stejně jako režie, do níž nové proudy přinesli v polovině 20. let petrohradští režiséři I. Gluchanov (Halka, Faust) a Ja. Grečněv (Lazebník sevillský). Z ekonomických důvodů uvádělo divalo i operetu, a to nejen klasickou, ale i místní pokleslé kusy. Dobrou úroveň měl naopak orchestr vedený Lvem Štejnbergem a rovněž baletní soubor, v němž působili zejména experimentální choreograf Robert Balanotti, Anton Romanovskij, zastánce klasického baletu po vzoru M. M. Fokina, a Michail Grigorjevič Dyskovskij.
Na konci roku 1920 opět ztroskotal pokus založit ve městě ukrajinskojazyčnou operní scénu pod názvem Ukrajinská oblastní opera. Místo toho bylo divadlu později uloženo nastudovat ročně alespoň dvě opery v ukrajinském jazyce. Jako první byla 29. března 1923 uvedena Halka v reži Gluchanova, jedinou další se stal Sedlák kavalír – umělecké výsledky však nebyly uspokojivé. Na počátku roku 1926 se opět začalo připravovat ustavení samostatného Ukrajinského hudebního divadla Mykoly Lysenka, které zahájilo činnost 9. března Lysenkovou Aeneidou. Další činnost tohoto divadla však byla zastavena v důsledku politického rozhodnutí definitivně poukrajinštit kyjevské operní divadlo počínaje sezónou 1926/1927.

## Současnost (od roku 1990)

### Repertoár
Současný repertoár divadla (sezóna 2014/2015) zahrnuje tato díla:
Opera:
- ukrajinská:
  - Heorhij Majboroda: Jaroslav Moudrý
  - Myroslav Skoryk: Mojžíš
  - Mykola Lysenko: Natalka Poltavka
  - Semen Hulak-Artemovskyj: Záporožec za Dunajem

- ruská:
  - Sergej Rachmaninov: Aleko
  - Modest Petrovič Musorgskij: Boris Godunov
  - Petr Iljič Čajkovskij: Evžen Oněgin
  - Petr Iljič Čajkovskij: Jolanta
  - Nikolaj Andrejevič Rimskij-Korsakov: Pohádka o caru Saltanovi

- italská:
  - Giuseppe Verdi: Aida
  - Giuseppe Verdi: Don Carlos
  - Gioacchino Rossini: Lazebník sevillský
  - Giacomo Puccini: Madam Butterfly
  - Giuseppe Verdi: Macbeth
  - Giacomo Puccini: Manon Lescaut
  - Giuseppe Verdi: Maškarní ples
  - Gaetano Donizetti: Nápoj lásky
  - Vincenzo Bellini: Norma
  - Gioacchino Rossini: Popelka
  - Giuseppe Verdi: Rigoletto
  - Pietro Mascagni: Sedlák kavalír
  - Giuseppe Verdi: La traviata
  - Giacomo Puccini: Turandot

- francouzská:
  - Georges Bizet: Carmen

Balet:
- ukrajinský
  - Mychajlo Čemberdži: Daniela
  - Kosťantyn Daňkevyč: Lileja
  - Mychajlo Skorulskyj: Lesní píseň
  - Jevhen Stankovyč: Noc před Vánoci
  - Jevhen Stankovyč: Vladař Borysfenu

- ruský
  - Karen Chačaturjan: Cipollino
  - Petr Iljič Čajkovskij: Labutí jezero
  - Arif Melikov: Legenda o lásce
  - Petr Iljič Čajkovskij: Louskáček
  - Igor Stravinskij: Petruška
  - Sergej Prokofjev: Popelka
  - Igor Stravinskij: Pták Ohnivák
  - Alexandr Glazunov: Raymonda
  - Sergej Prokofjev: Romeo a Julie
  - Aram Chačaturjan: Spartakus
  - Petr Iljič Čajkovskij: Šípková Růženka

- západoevropský
  - Ludwig Minkus: Bajadéra
  - Maurice Ravel: Dafnis a Chloé
  - Ludwig Minkus: Don Quijote
  - Adolphe Adam: Giselle
  - Adolphe Adam: Korzár
  - Herman Severin Løvenskiold: La Sylphide
  - Ludwig Minkus: Paquita
  - Mikis Theodorakis: Řek Zorba
  - Bogdan Pawłowski. Sněhurka a sedm trpaslíků

- adaptace
  - na hudbu Maurice Ravela: Bolero
  - na hudbu Georgese Bizeta, upravil Rodion Ščedrin: Carmen-suita
  - na hudbu L. v. Beethovena, J. Brahmse, J. Pachelbela, G. Fauré, E. Elgara a I. Stravinského: Dáma s kaméliemi
  - na hudbu C. M. von Webera: Duch Růže (Le Spectre de la Rose)
  - na hudbu W. A. Mozarta z opery Figarova svatba
  - na hudbu Fryderyka Chopina: Chopiniana
  - na hudbu D. Šostakoviče, H. Berlioze, J. S. Bacha, G. Mahlera, J. Offenbacha a jiných skladatelů: Mistr a Markétka
  - na hudbu Niccolò Paganiniho, upravil Myroslav Skoryk: Rozmary osudu
  - na hudbu N. A. Rimského-Korsakova: Šeherezáda
  - na hudbu Amilcara Ponchielliho z opery La Gioconda: Tanec hodin
  - na hudbu Charlese Gounoda z opery Faust: Valpuržina noc
  - na hudbu Johanna Strausse staršího, Josefa Strausse a Johanna Strausse mladšího: Vídeňský valčík

### Vedení a soubor
Vedení Ukrajinské národní opery představují (k březnu 2015):
- Petro Čupryna, generální ředitel (od roku 1999)
- Volodymyr Hrebiničenko, Anatolij Kožuchovskyj, Volodymyr Titarenko, náměstkové generálního ředitele
- Myroslav Skoryk, umělecký ředitel divadla (od roku 2011)
- Anatolij Solovjanenko, hlavní režisér divadla (od roku 2011)
- Mykola Djadjura, hlavní dirigent divadla (od roku 2013)
- Marija Levytska, hlavní scénografka divadla (od roku 1989)
- Bohdan Pliš, hlavní sbormistr divadla (od roku 2013)
- Aniko Rechviašvili, umělecká ředitelka baletu (od roku 2013)

V divadle jsou dále angažováni režiséři Mykola Hamkalo a Mykola Tretjak; dirigenti Oleksij Baklan, Oleksandr Barvinskyj, Allin Vlasenko, Ivan Hamkalo, Volodymyr Kožuchar, Alla Kulbaba a Herman Makarenko; choreografové Viktor Lytvynov a Viktor Jaremenko; a sbormistři Anatolij Semenčuk a Oleksandr Tarasenko.
Sólisty opery jsou:
- sopranistky: 21 (mj. národní umělkyně Tetjana Anisimova a Iryna Dac a zasloužilé umělkyně Susanna Čachojan, Viktorija Čenskam Lilija Hrevcova, Natalija Nykolajišyn, Ljudmyla Monastyrska, Zoja Rožok a Kateryna Straščenko)
- mezzosopranistky: 8 (mj. národní umělkyně Anželina Švačka a zasloužilá umělkyně Tetjana Piminova)
- tenoristé: 12 (mj. národní umělci Ihor Borko, Oleksandr Djačenko, Oleksandr Hurec a Andrij Romanenko a zasloužilí umělci Jurij Avramčuk, Oleh Filipenko, Serhij Pašuk, Dmytro Popov, Pavlo Pryjmak a Mykola Šuljak)
- barytonisté: 14 (mj. národní umělci Vjačeslav Lupalov a Ivan Ponomarenko a zasloužilí umělci Mychajlo Kirišev, Volodymyr Opeňko, Petro Pryjmak, Harri Setjan a Hennadij Vaščenko)
- basisté: 9 (mj. národní umělci Serhij Mahera a Taras Štonda a zasloužilí umělci Serhij Kovnir a Bohdan Taras)

Pěvecký sbor sestává ze 121 členů (38 sopranistek, 29 altistek, 27 tenorů, 27 basů).
Sólisty baletního souboru je 23 tanečnic a 15 tanečníků (mj. národní umělci Hanna Doroš, Olena Filipjeva, Tetjana Holjakova a Maksym Motkov), taneční sbor čítá 89 členů.

## Světové premiéry kyjevského operního a baletního divadla
- 1874 (25. 1.) – Vánoční noc (Різдвяна ніч) – orchestrovaná verze, opera (opereta) Mykoly Lysenka
- 1878 (23. 3.) – Ilja Muromec (Илья Муромец), opera Leonida Dmitrijeviče Malaškina (1842–1902)
- 1902 – Sen (Сон), opera Julia Napoleona Wilhelma Hartewelda
- 1906 (listopad) – Anna Karenina (Анна Каренина), opera Edoarda Granelliho
- 1907 – Dva Pierrotové aneb Kolombína (Два Пьеро, или Коломбина), opera Boryse Karlovyče Janovského (1875–1933)
- 1907 – Madadžara (Мададжара), opera Boryse Karlovyče Janovského
- 1910 – Lukrécie (Лукреция), opera Hermana Leopoldovyče Lovckého (1871–1957)
- 1912 – Černý turban (Чёрный тюрбан), opera Eugenia (Jevgenije Dominikoviče) Esposita (1863–1935)
- 1914 (13. 2.) – Nokturno (Ноктюрн) – orchestrovaná verze, opera Mykoly Lysenka
- 1916 – Pan setník (Пан Сотник), opera Heorhije Oleksijovyče Kozačenka (1858–1939)
- 1927 (7. listopadu) – Jiskry (Іскри), opera Isaje Myronovyče Rozentura
- 1929 (26. listopadu) – Duma černomořská (Дума Чорноморська), opera Boryse Janovského
- 1934 – Měšťan z Toskánska (Міщанин з Тоскани), balet Volodymyra Mykolajovyče Nachabina
- 1938 (14. září) – Ščors (Щорс), opera Boryse Mykolajevyče Ljatošynského
- 1939 (20. ledna) – Perekop (Перекоп), opera Julije Serhijovyče Mejtuse, Vsevoloda Petrovyče Rybalčenka a Mychajla Dmytrovyče Tietze
- 1940 – Lileja (Лілея), balet Kosťantyna Fedorovyče Daňkevyče
- 1943 – Noc běsů (Бісова ніч), balet Volodymyra Joryše (společně s charkovskou operou)
- 1943 (15. listopad) – Děvečka (Наймичка), opera Mychajla Ivanovyče Verykivského (společně s charkovskou operou)
- 1947 (7. listopadu) – Mladá garda (Молода гвардія), opera Julije Mejtuse
- 1951 (20. ledna) – Bohdan Chmelnický (Богдан Хмельницький), opera Kosťantyna Daňkevyče
- 1955 (5. června) – Hvězda nad Dvinou (Зоря над Двіною), opera Julije Mejtuse
- 1957 (1. listopadu) – Mylana (Милана), opera Heorhije Ilarionovyče Majborody
- 1960 – Nazar Stodolja (Назар Стодоля), opera Kosťantyna Daňkevyče
- 1960 (6. listopadu) – Arsenal (Арсенал), opera Heorhije Majborody
- 1964 – Taras Ševčenko (Тарас Шевченко), opera Heorhije Majborody
- 1967 – Zkáza eskadry (Загибель ескадри, opera Vitalije Serhijovyče Hubarenka
- 1972 (29. listopadu) – Milostné dopisy (Листи кохання, opera Vitalije Hubarenka
- 1975 – Jaroslav Moudrý (Ярослав Мудрий), opera Heorhije Majborody